# Historia del uniforme del Club Deportivo Guadalajara
El uniforme del Club Deportivo Guadalajara es el utilizado por los jugadores del club de fútbol Guadalajara tanto en competencias nacionales como internacionales.
Desde sus inicios, los colores que han identificado al club son el rojo y blanco  (a sugerencia de Everaert y a similitud del Club Brujas de Bélgica). Estos colores han estado presentes en la gran mayoría de los uniformes titulares, con excepción de la indumentaria utilizada en 1906 cuando el equipo jugaba bajo el nombre de Union Football Club.
Como color secundario principal, utilizado en los uniformes de visitante, tradicionalmente el club había optado por utilizar el blanco, sin embargo en tiempos recientes esto ha cambiado y el uniforme alternativo ha ido sufriendo constantes modificaciones de diseño y color.

## Uniforme actual
- Local: Camiseta a rayas verticales rojas y blancas, con terminación en la parte superior con forma de "cuernos" y mangas de color rojo con vistas en azul oscuro, cuello tipo polo en color azul oscuro, el pantalón de color azul oscuro y calcetas de color blanco
- Visitante: Camiseta blanca con una línea gruesa azul marino en la parte inferior y líneas rojas horizontales en el resto de la camiseta, pantalón blanco y calcetas azul marino.

| Uniforme actual | Uniforme actual | Uniforme actual | Uniforme actual | Uniforme actual | Uniforme actual |
| --------------- | --------------- | --------------- | --------------- | --------------- | --------------- |
| Titular         | Alternativo     | Portero 1       | Portero 2       | Portero 3       |                 |
|                 |                 |                 |                 |                 |                 |
|                 |                 |                 |                 |                 |                 |

## Historia

Bandera de Francia, patria de algunos de los fundadores del Club Deportivo Guadalajara. Entre ellos Calixto Gas.

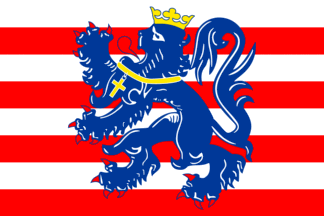
Bandera de Brujas, lugar de nacimiento de Edgar Everaert, reconocido como el principal fundador del club.

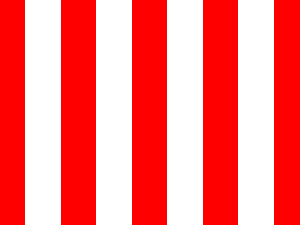
Colores que distinguen a la institución.

El primer uniforme que utilizó el equipo como Union Football Club fue totalmente blanco, fue hasta el año de 1908, con el cambio de nombre a Guadalajara Football Club, que el primer uniforme rayado de la escuadra se diseñó.
El origen de las rayas verticales del uniforme proviene de una petición hecha por el socio fundador Edgar Everaert, quien propuso el uso de una camiseta rayada similar a la que utilizaba el FC Brugge, equipo de su ciudad fundado en 1891 y del cual era partidario. Por su parte, existen varias teorías sobre el origen de los colores del equipo, la más aceptada y extendida nos dice que éstos fueron tomados de la bandera de Francia, esto debido a que gran parte del equipo que se formó en 1906 era de ascendencia francesa, incluso algunos como Calixto Gas pelearon por Francia y murieron en la Primera Guerra Mundial.
Los dueños del establecimiento "Almacenes Ciudad de México", donde Gregorio Orozco trabajó y Edgar Everaert era proveedor de encajes, también eran de origen francés; en este lugar fue donde se dio la fundación del equipo y en la casa de enfrente se encontraba la tienda de ropa "Fábricas de Francia" donde trabajaba Rafael Orozco.
El primer uniforme rayado estaba compuesto por una camiseta tejida con estambre grueso de algodón, mangas largas y cuello redondo con botones, llegaba a pesar hasta cinco kilos transpirada.
Para el año del centenario del club, 2006, se hizo un diseño conmemorativo que era una réplica del primer uniforme usado por el equipo como CD Guadalajara, con las debidas mejoras tecnológicas en los materiales. La única diferencia era que contaba con la marca del uniforme y un patrocinador. Un año después, se dio el que quizás es el cambio más radical que ha existido en el uniforme, fue en la temporada 2006-07 cuando la marca inglesa Reebok desarrolló un diseño en el que las franjas rojas de la playera simulan unos cuernos, este fue llamado Chivas "101", debido a los años que cumplía el club en esa temporada.
Para la siguiente temporada (2007-08), surge un nuevo cambio en el uniforme, se eliminan los cuernos de chiva de la camiseta de local y se reinstauran las líneas verticales pero estas sufren una curvatura, siendo esta la primera vez que no se usan líneas completamente verticales en el uniforme mientras que en el uniforme de visitante se cambia del color azul tradicional a un blanco modernizado por los toques de verde fosforescente.
En la segunda mitad del año 2008, para la temporada (2008-09) surge un nuevo cambio en el uniforme, se eliminan los franjas onduladas de la camiseta de local y se instauran unas franjas similares a un sol, también se usó más el color azul que en anteriores uniformes, principalmente en la espalda y en los hombros. En cuanto al uniforme de visitante se optó por una camiseta similar a la de local pero con las franjas en color de verde fosforescente, la espalda, costados y parte de las mangas se tiñeron en color negro.
En el año de 2011, el equipo terminó el contrato con la manufacturera Reebok, dejando así el espacio libre a la marca Adidas, que llegó en el verano de 2011, el uniforme de local se mantuvo con las rayas rojiblancas, con las clásicas tres líneas en los hombros y mangas, y el uniforme de visitante muestra un color azul con unas líneas delgadas de color rojo.

## Evolución

### Uniforme de Local
| 1906 | 1911 | 1943-1957 | 1958-1959 | 1959-1960 | 1960-1961 | 1961-1962 | 1962-1963 | 1964-1965 |

| 1969-1970 | 1986-1987 | 1988-1997 | 1998-1999 | 2006-2007 | 2007-2008 | 2008-2009 | 2009-2010 | 2010-2011 |

| 2011-2012 | 2012-2013 | 2013-2014 | 2014-2015 | 2015-2016 | 2016-2017 | 2017-2018 | 2018-2019 | 2019-2020 |

| 2020-2021 | 2021-2022 | 2022-2023 | 2023-2024 | 2024-2025 |